# 5735 (année hébraïque)
5735 (hébreu : ה'תשל"ה , abbr. : תשל"ה) est une année hébraïque qui a commencé à la veille au soir du 17 septembre 1974 et s'est finie le 5 septembre 1975. Cette année a compté 354 jours. Ce fut une année simple dans le cycle métonique, avec un seul mois de Adar. Ce fut la seconde année depuis la dernière année de chemitta.
En l'an 5735, l'État d'Israël a fêté ses 27 ans d'indépendance.

## Calendrier
Ce calendrier hébraïque de l'année 5735 donne les correspondances avec les dates du calendrier grégorien.
Le premier nombre dans chaque case correspond au jour du mois hébraïque. Les jours en couleurs sont des jours remarquables juifs ou israéliens.
| ◄◄ | 5735 | ►► |

## Événements
- Henry Kissinger obtient de Sadate l’acceptation du principe de non-utilisation de la force pour résoudre la question israélo-arabe. Israël refuse et rompt ainsi les négociations. C’est la fin de la diplomatie de Kissinger. L’administration Ford décide de réduire l’aide économique et militaire à Israël, mais refuse toujours d’accorder une légitimité diplomatique à l’OLP et s’oppose donc à la reprise de la Conférence de Genève.
- Réouverture du canal de Suez à la navigation. Gerald Ford pousse Israël à reprendre les négociations sur le Sinaï en échange d’une relance de l’aide américaine.
- L'Égypte et Israël signent à Genève un nouvel accord de paix intérimaire, l’accord de désengagement de « Sinaï II ». L’État hébreu se retire jusqu’à la ligne des cols du Sinaï et rend à l’Égypte les champs de pétrole du golfe de Suez. Les deux parties s’engagent à régler leurs différends par des moyens pacifiques, devant aboutir à une paix durable. L’Égypte autorise le passage par le canal des produits non militaires venant ou à destination d’Israël.

## Naissances
- Aleksandr Averbukh
- Galit Chait

## Décès
- Zalman Shazar
- Oskar Schindler
- David Oïstrakh
- Carlo Levi
- Mike Brant
- Pinchas Sapir

5730 - 5731 - 5732 - 5733 - 5734 - 5735 - 5736 - 5737 - 5738 - 5739 - 5740